# Holly (nome)
Holly  è un nome proprio di persona inglese femminile.

## Varianti
- Femminili: Hollie[2]

## Origine e diffusione

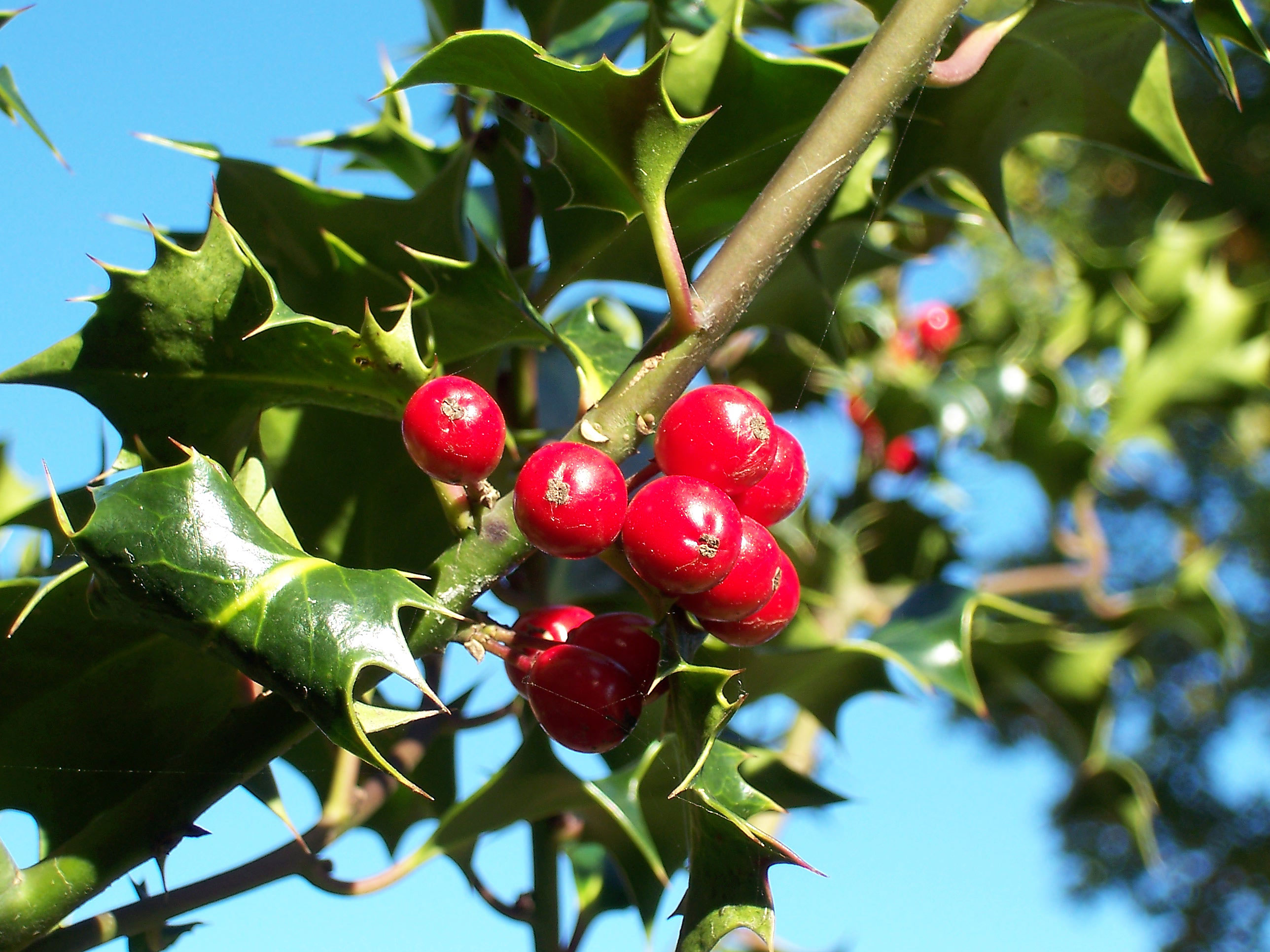
Ramo di agrifoglio

È una ripresa del termine holly, nome inglese dell'agrifoglio, proveniente dall'inglese antico holen o holegn, riconducibile forse al protoindoeuropeo kel-, "pungere", in riferimento alle sue foglie.
Il suo uso come nome è cominciato nel XX secolo. Si tratta quindi di uno dei vari nomi inglesi ispirati al mondo vegetale, come anche Daisy, Bryony, Willow, Rue e vari altri.

## Onomastico
Il nome è adespota, ovvero non è portato da alcuna santa. L'onomastico si festeggia pertanto il 1º novembre, giorno di Ognissanti.

## Persone

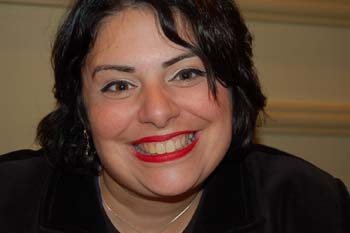
Holly Black

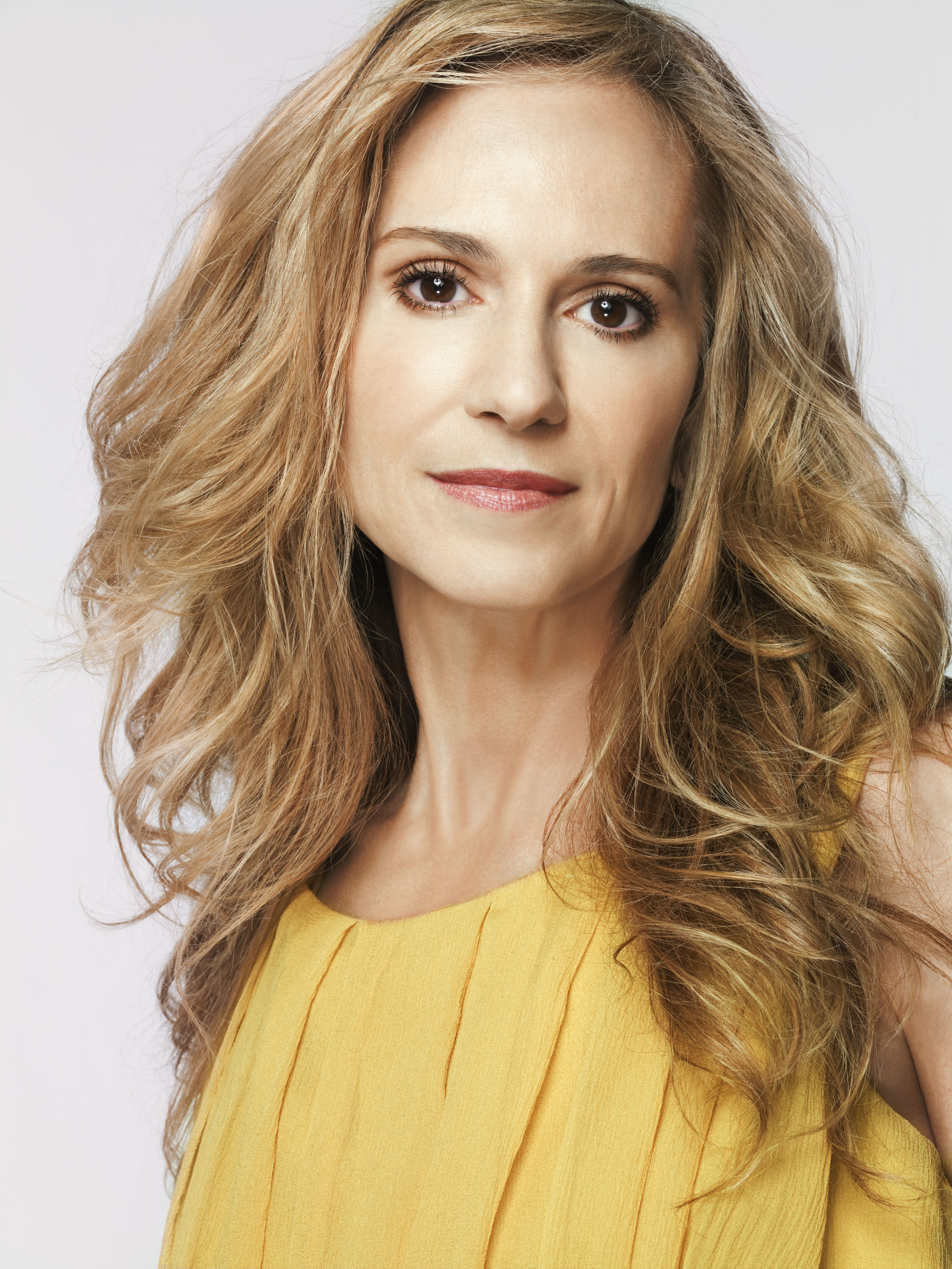
Holly Hunter

- Holly Black, scrittrice statunitense
- Holly Body, pornoattrice statunitense
- Holly Marie Combs, attrice e produttrice televisiva statunitense
- Holly Flanders, sciatrice alpina statunitense
- Holly Gagnier, attrice statunitense
- Holly Gibbs, attrice britannica
- Holly Hale, modella britannica
- Holly Hunter, attrice statunitense
- Holly Madison, modella statunitense
- Holly Valance, cantante e attrice australiana
- Holly Woodlawn, attrice portoricana naturalizzata statunitense

### Variante Hollie
- Hollie Avil, triatleta britannica
- Hollie Grima, cestista australiana

## Il nome nelle arti
- Holly è un personaggio della serie manga e anime One Piece.
- Holly è un personaggio della serie Breaking Bad.
- Holly è un personaggio della serie di videogiochi e cartoni Monster Rancher.
- Holly White è un personaggio del videogioco Metal Gear 2: Solid Snake.
- Hollie Baylor è un personaggio del film del 2005 Elizabethtown, diretto da Cameron Crowe.
- Holly Fischer è un personaggio della serie televisiva The O.C..
- Holly Golightly è un personaggio del romanzo di Truman Capote Colazione da Tiffany, e dell'omonimo film del 1961 diretto da Blake Edwards.
- Holly Harper è un personaggio della serie televisiva Brothers & Sisters - Segreti di famiglia.
- Holly Holiday è un personaggio della serie televisiva Glee.
- Holly Lovell è un personaggio del romanzo di Britney Spears e Lynne Spears La mia migliore amica e del film del 2004 da esso tratto Il sogno di Holly, diretto da Bobby Roth.
- Holly Norris è un personaggio della soap opera Sentieri.
- Holly Parker è un personaggio del film del 1966 Madame X, diretto da David Lowell Rich.
- Holly Pulchik è un personaggio del film del 1995 A proposito di donne, diretto da Herbert Ross.
- Holly Short è il nome origine di Spinella Tappo, personaggio della serie di romanzi Artemis Fowl scritta da Eoin Colfer.
- Holly Tyler è un personaggio della serie televisiva Le cose che amo di te.